# Burgate
Burgate är en by och en civil parish i Mid Suffolk i Suffolk i England. Orten har 162 invånare (2001). Den har en kyrka.